# مکتب زبان‌شناسی کپنهاگ
مکتب زبان‌شناسی کپنهاگ یکی از مکاتب زبان‌شناسی در قرن بیستم بود که در سال ۱۹۳۱ تشکیل شد. این مکتب به مشخصه‌های معنایی توجه بیشتری دارد. پایه‌گذاران این مکتب، لوئیس ترول یلمسلف و راسموس ویگو بروندال بودند. این مکتب بسیار محدودتر از مکتب مشابه خود در پراگ بود. این مکتب با مرگ یلمسلف در سال ۱۹۶۵ فروپاشید.

## تاریخچه
مکتب زبان‌شناسی کپنهاگ به واسطهٔ یلمسلف و نظریهٔ زبانی در حال گسترش او به نام تحلیل بنیادی شکل گرفت و او به همراه بروندال، حلقهٔ زبان‌شناسی کپنهاگ را در سال ۱۹۳۱ تاسیس کرد که به تقلید از حلقهٔ زبان‌شناسی پراگ، از گروهی از زبان‌شناسان تشکیل می‌شد. درون این حلقه، آرای یلمسلف و بروندال همیشه همسو و موافق نبود. رویکرد صورتگرای یلمسلف زبان‌شناسانی مانند هانس یورگن اولدال و الی فیشریورگنسن را به گرد او جمع کرد. این افراد در پی آن بودند که آرای آرای انتزاعی یلمسلف را در مورد زبان طبیعی به کار ببرند و با استفاده از آنها، داده‌های واقعی زبان را تبیین کنند. 
هدف یلمسلف این بود که زبان را به صورت یک سیستم صوری ارائه بدهد و مهم‌ترین گامی که در این زمینه برداشت، این بود که کوچکترین واحد معنادار زبان را به نام «صورت‌بن» (Glossemes) معرفی کرد و نام نظریهٔ خود را نظریهٔ تحلیل بنیادی گذاشت و در دو اثر مهم خود بدان پرداخت: یکی تمهیداتی برای یک نظریه زبانی و دیگری خلاصهٔ نظریهٔ زبان. هرچند با مرگ او این طرح به مرحلهٔ نظریه نرسید و پس از او گروهی که تشکیل داده بود، از هم گسست؛ البته حلقهٔ زبان‌شناسی کپنهاگ هنوز وجود داشت اما دیگر یک «مکتب» نبود که اعضای آن چشم‌انداز نظری مشترک داشته باشند.